# Сан Никола Барония
Сан Нико̀ла Баронѝя (на италиански: San Nicola Baronia) е село и община в Южна Италия, провинция Авелино, регион Кампания. Разположено е на 610 m надморска височина. Населението на общината е 793 души (към 2010 г.).